# ムハンマド・ナイーム
ムハンマド・ナイーム・ハーン（Mohammad Naeem Khan、1912年 - 1978年4月27日）は、アフガニスタンの政治家、外交官。王政時代に各国大使、外務大臣等を務めた。ムハンマド・ダーウードの実弟。
旧王族の一人で、父ムハンマド・アズィーズ・ハーンは、ムハンマド・ナーディル・シャー国王の異母弟。

## 経歴
カーブルのハビビア及びエステクラール貴族学校で学ぶ。
- 1929年 – 外務省職員
- 1931年 – 外務省政治部長
- 1932年～1934年 – 駐伊大使
- 1934年～1937年 – 外務次官
- 1937年～1946年 – 教育相
- 1940年～1946年 – 副首相を兼任
- 1937年～1939年 - パシュトゥーン人組織「パシュト・トルィナ」の指導者
- 1946年～1947年 – 駐伊大使
- 1948年～1950年 – 駐米大使
- 1953年～1963年 – 第二副首相兼外務相
- 1963年～1973年 – 公務から退き、私人となる。

兄ダーウードのクーデター後、1973年～1978年、外交問題担当大統領顧問を務める。
1978年4月27日、アフガニスタン人民民主党の将校による大統領宮殿襲撃の際に殺害された。

## パーソナル
妻ザハラは、ザーヒル・シャー国王の妹。1男1女を有した。
英語とフランス語を話した。